# NKK Soccer Club 1988-1989
Questa voce raccoglie le informazioni riguardanti il NKK Soccer Club nelle competizioni ufficiali della stagione 1988-1989.

## Stagione
Assunta la denominazione della società in NKK, nel precampionato furono operate delle modifiche marginali alla rosa con Yoshikazu Isoda che sostituì Tomoyasu Asaoka ceduto allo Yomiuri. Immediatamente eliminato da entrambe le coppe, per tutto il campionato il NKK rimase invischiato nella lotta per non retrocedere sorpassando i diretti avversari del Sumitomo Metals alla terzultima giornata e prevalendo su di essi grazie alla migliore differenza reti.

## Maglie e sponsor
In concomitanza con il cambio della denominazione societaria, vengono apportate delle profonde modifiche all'aspetto delle divise, con l'introduzione di una interamente rossa con inserti bianchi e blu che viene impiegata nelle gare esterne in luogo di quella tradizionale celeste. Il fornitore tecnico Adidas viene confermato.
| Manica sinistra · Manica sinistra · Maglietta · Maglietta · Manica destra · Manica destra · Pantaloncini · Pantaloncini · Calzettoni · Calzettoni |

## Rosa
| N. |                     | Ruolo | Calciatore        |
| -- | ------------------- | ----- | ----------------- |
|    | Giappone (bandiera) | P     | Kiyotaka Matsui   |
|    | Giappone (bandiera) | D     | Yoshikazu Isoda   |
|    | Giappone (bandiera) | D     | Hisao Kuramata    |
|    | Giappone (bandiera) | D     | Kuniharu Nakamoto |
|    | Giappone (bandiera) | D     | Kōji Tanaka       |
|    | Giappone (bandiera) | D     | Yoichi Tashiro    |
|    | Giappone (bandiera) | C     | Satoru Mochizuki  |

| N. |                     | Ruolo | Calciatore        |
| -- | ------------------- | ----- | ----------------- |
|    | Giappone (bandiera) | C     | Masami Shosoku    |
|    | Giappone (bandiera) | C     | Hiromi Sakai      |
|    | Giappone (bandiera) | C     | Koji Oikawa       |
|    | Giappone (bandiera) | C     | Makoto Konishi    |
|    | Giappone (bandiera) | A     | Nobuyo Fujishiro  |
|    | Giappone (bandiera) | A     | Toshio Matsuura   |
|    | Giappone (bandiera) | A     | Katsuyoshi Tamura |

## Risultati

### JSL Division 1

#### Girone di andata
| Tokyo 24 settembre 1988 1ª giornata | Yomiuri | 1 – 1 | NKK |  |

| Kawasaki 2 ottobre 1988 2ª giornata | NKK | 2 – 1 | Matsushita Electric |  |

| Kawasaki 6 ottobre 1988 3ª giornata | NKK | 0 – 0 | Sumitomo Metals |  |

| Kawasaki 10 ottobre 1988 4ª giornata | NKK | 2 – 2 | Mitsubishi HI |  |

| Ichihara 15 ottobre 1988 5ª giornata | Furukawa Electric | 1 – 0 | NKK |  |

| Kawasaki 23 ottobre 1988 6ª giornata | NKK | 0 – 2 | Nissan Motors |  |

| Osaka 30 ottobre 1988 7ª giornata | Yanmar Diesel | 2 – 0 | NKK |  |

| Kawasaki 5 novembre 1988 8ª giornata | NKK | 2 – 5 | ANA |  |

| Kashima 13 novembre 1988 9ª giornata | Fujita | 2 – 2 | NKK |  |

| Kawasaki 20 novembre 1988 10ª giornata | NKK | 1 – 1 | Honda Motor |  |

| Iwata 27 novembre 1988 11ª giornata | Yamaha Motors | 2 – 0 | NKK |  |

#### Girone di ritorno
| Kawasaki 28 febbraio 1989 12ª giornata | NKK | 2 – 2 | Mitsubishi HI |  |

| Osaka 5 marzo 1989 13ª giornata | Matsushita Electric | 0 – 0 | NKK |  |

| Kawasaki 12 marzo 1989 14ª giornata | NKK | 0 – 0 | Furukawa Electric |  |

| Yokohama 19 marzo 1989 15ª giornata | Nissan Motors | 1 – 3 | NKK |  |

| Yokohama 2 aprile 1989 16ª giornata | ANA | 2 – 1 | NKK |  |

| Kawasaki 9 aprile 1989 17ª giornata | NKK | 0 – 0 | Fujita |  |

| Hamamatsu 15 aprile 1989 18ª giornata | Honda Motor | 1 – 1 | NKK |  |

| Kawasaki 20 aprile 1989 19ª giornata | NKK | 3 – 2 | Yamaha Motors |  |

| Kawasaki 22 aprile 1989 20ª giornata | NKK | 0 – 3 | Yanmar Diesel |  |

| Kawasaki 26 aprile 1989 21ª giornata | NKK | 0 – 1 | Yomiuri |  |

| Osaka 30 aprile 1989 22ª giornata | Sumitomo Metals | 0 – 0 | NKK |  |

### Japan Soccer League Cup
| Toyama 3 settembre 1988 Primo turno | NKK | 1 – 3 | Nissan Motors |  |

### Coppa dell'Imperatore
| Haruno 24 dicembre 1988 Primo turno | Toyota Motors | 1 – 0 | NKK |  |

## Statistiche

### Statistiche di squadra
| Competizione          | Punti | Totale | Totale | Totale | Totale | Totale | Totale | DR  |
| Competizione          | Punti | G      | V      | N      | P      | Gf     | Gs     | DR  |
| --------------------- | ----- | ------ | ------ | ------ | ------ | ------ | ------ | --- |
| JSL Division 1        | 19    | 22     | 3      | 10     | 9      | 17     | 31     | -14 |
| JSL Cup               | -     | 1      | 0      | 0      | 1      | 1      | 3      | -2  |
| Coppa dell'Imperatore | -     | 1      | 0      | 0      | 1      | 0      | 1      | -1  |
| Totale                | -     | 24     | 3      | 10     | 11     | 18     | 35     | -17 |

### Andamento in campionato
| Giornata  | 1 | 2 | 3 | 4 | 5 | 6 | 7  | 8  | 9  | 10 | 11 | 12 | 13 | 14 | 15 | 16 | 17 | 18 | 19 | 20 | 21 | 22 |
| --------- | - | - | - | - | - | - | -- | -- | -- | -- | -- | -- | -- | -- | -- | -- | -- | -- | -- | -- | -- | -- |
| Luogo     | T | C | C | C | T | C | T  | C  | T  | C  | T  | C  | T  | T  | T  | C  | T  | C  | T  | C  | T  | C  |
| Risultato | N | V | N | N | P | P | P  | P  | N  | N  | P  | N  | N  | N  | V  | P  | N  | N  | V  | P  | P  | N  |
| Posizione | 7 | 3 | 2 | 4 | 8 | 9 | 11 | 11 | 11 | 11 | 11 | 11 | 11 | 10 | 10 | 10 | 11 | 11 | 10 | 10 | 10 | 10 |

Fonte: RSSSF
Legenda:

Luogo: C = Casa; T = Trasferta. Risultato: V = Vittoria; N = Pareggio; P = Sconfitta.